# Cohors I Damascenorum

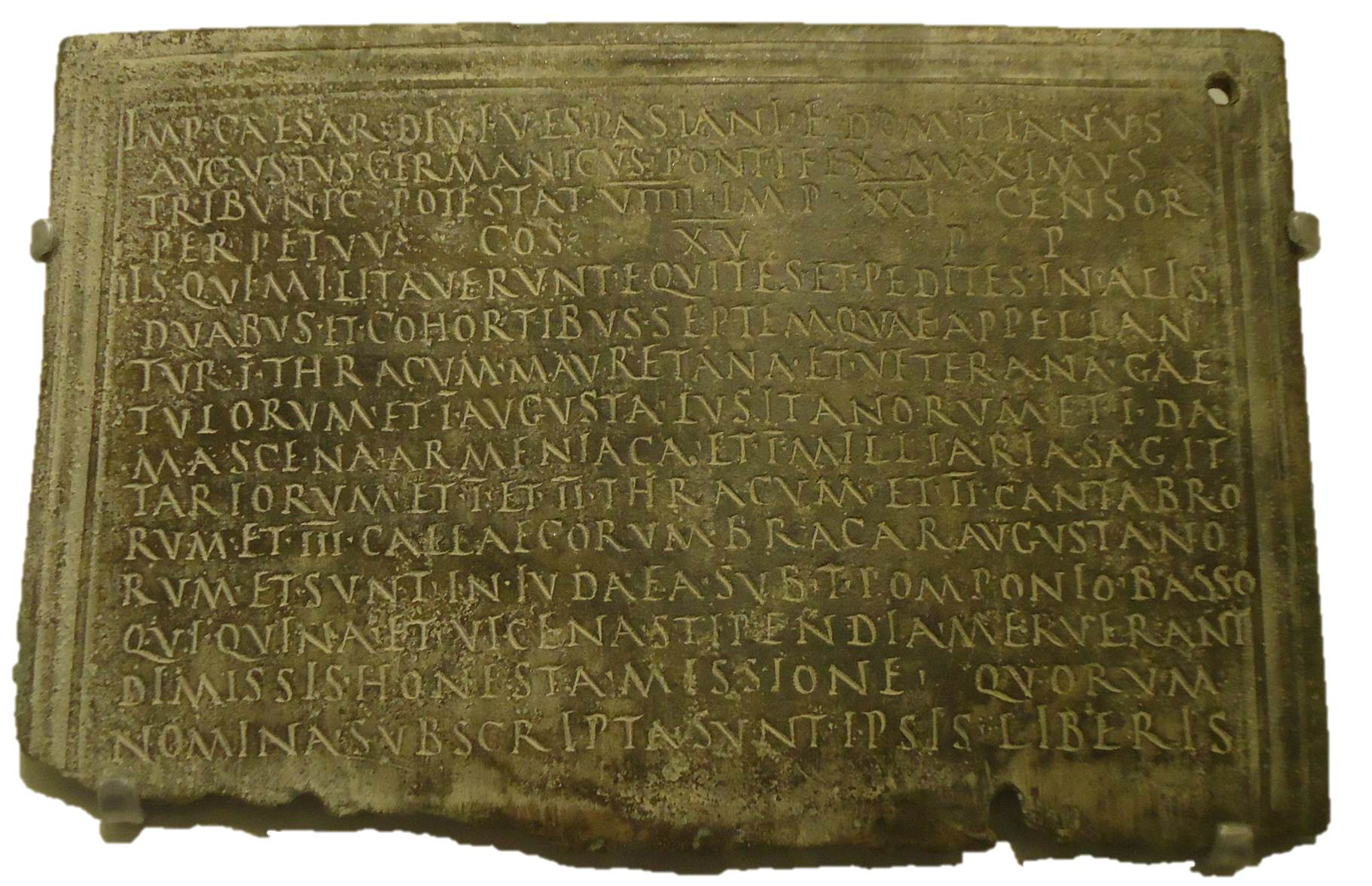
Das Militärdiplom des Jahres 90

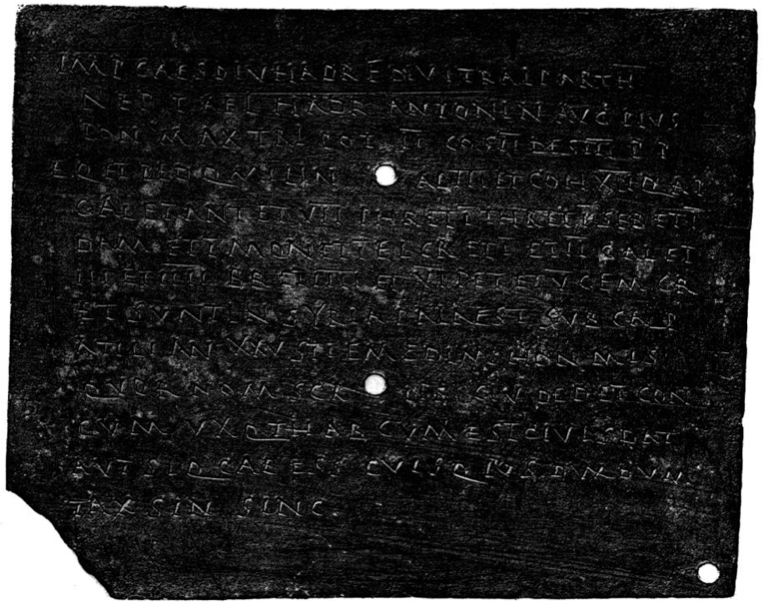
Das Militärdiplom des Jahres 139

Die Cohors I Damascenorum oder Damascena [Armeniaca oder Armeniacum] [sagittariorum oder sagittaria] (deutsch 1. Kohorte aus Damaskus [die Armenische] [der Bogenschützen]) war eine römische Auxiliareinheit. Sie ist durch Militärdiplome, Inschriften und Papyri belegt.

## Namensbestandteile
- Damascenorum oder Damascena: aus Damaskus. Die Soldaten der Kohorte wurden bei Aufstellung der Einheit aus der Stadt Damaskus und ihrer Umgebung rekrutiert.

- Armeniaca oder Armeniacum: die Armenische. Der Zusatz kommt in den meisten Militärdiplomen vor.

- sagittariorum oder sagittaria: der Bogenschützen. Der Zusatz kommt in den Militärdiplomen von 142 bis 160 vor.

Da es keine Hinweise auf die Namenszusätze milliaria (1000 Mann) und equitata (teilberitten) gibt, ist davon auszugehen, dass es sich um eine reine Infanterie-Kohorte, eine Cohors (quingenaria) peditata, handelt. Die Sollstärke der Einheit lag bei 480 Mann, bestehend aus 6 Centurien mit jeweils 80 Mann.

## Geschichte
Die Kohorte war in den Provinzen Iudaea und Syria Palaestina (in dieser Reihenfolge) stationiert. Sie ist auf Militärdiplomen für die Jahre 86 bis 186 n. Chr. aufgeführt.
Der erste Nachweis der Einheit in Iudaea beruht auf einem Diplom, das auf 86 datiert ist. In dem Diplom wird die Kohorte als Teil der Truppen (siehe Römische Streitkräfte in Syria) aufgeführt, die in der Provinz stationiert waren. Weitere Diplome, die auf 87 bis 90 datiert sind, belegen die Einheit in derselben Provinz.
Der erste Nachweis der Einheit in Syria Palaestina beruht auf einem Diplom, das auf 136/137 datiert ist. In dem Diplom wird die Kohorte als Teil der Truppen aufgeführt, die in der Provinz stationiert waren. Weitere Diplome, die auf 139 bis 186 datiert sind, belegen die Einheit in derselben Provinz.

## Standorte
Standorte der Kohorte sind nicht bekannt.

## Angehörige der Kohorte
Folgende Angehörige der Kohorte sind bekannt.

### Kommandeure
| - Aurelius Pannicus: er wird auf einem der Diplome von 160 (RMM 41) als Kommandeur der Kohorte genannt. - C(aius) Cornelius Minicianus, ein Präfekt (um 118/130) (CIL 5, 5126) - C(aius) Iulius Cle[]: er wird auf dem Diplom von 136/137 als Kommandeur der Kohorte genannt. | - Κλαυδιος Φιλοξενος, ein επαρχος (um 130) - Μαρκος Κλαυδιος Σερηνος, ein επαρχος (P. Oxy. III 477) |

### Sonstige
| - Muta, ein Fußsoldat: eines der Diplome von 160 (RMM 41) wurde für ihn ausgestellt. | - Papa, ein Fußsoldat: das Diplom von 136/137 wurde für ihn ausgestellt. |

## Weitere Kohorten mit der BezeichnungCohors I Damascenorum
Es gab noch eine weitere Kohorte, die Cohors I Flavia Damascenorum. Sie ist durch Militärdiplome von 90 bis 134 belegt und war in der Provinz Germania Superior stationiert.